# Literatura de identidad nacional estadounidense
Al contrario que la literatura de minorías, la llamada literatura de identidad nacional fue escrita por el grupo hegemónico cultural y políticamente en los Estados Unidos. Su período más significativo fue al inicio de la segunda mitad del siglo XVIII, porque entonces sentó definitivamente las bases del nacionalismo estadounidense. Fue un factor clave para convencer a los ciudadanos de las colonias inglesas en Norteamérica de que tenían que ser una nación independiente de Inglaterra, proceso que desembocó en la Guerra de Independencia de los Estados Unidos (1776-1783).